# Badsee (Isny)
Der Badsee (auch Haldensee) ist ein 42,5 Hektar großer See im Gebiet der Stadt Isny im Allgäu und der Gemeinde Argenbühl im baden-württembergischen Landkreis Ravensburg. Vom Nordwestufer seines Verlandungsbereichs stammen Funde aus der jüngeren Mittelsteinzeit (Mesolithikum).

## Lage
Der See liegt auf einer Höhe von 680 m ü. NHN, rund sieben Kilometer nordwestlich von Isny, zwischen den Orten Allmisried im Norden und Osten, Beuren im Süden sowie Enkenhofen im Südwesten. Er entstand gegen Ende der letzten Eiszeit vor ungefähr 16.000 Jahren.

## Hydrologie
Der Badsee hat ein Einzugsgebiet von rund 542 Hektar. Bei einer Größe von 42,5 Hektar (etwa 1.200 Meter × 450 Meter) und einer mittleren Tiefe von 3,8 Metern (max. Tiefe = 7,2 Meter) beträgt das Seevolumen 1.614.000 Kubikmeter.
Gespeist wird er unter anderem über den im Osten mündenden Rötelbach, der den See als Tobelbach (auch Badseebach genannt) über die Untere Argen zum Bodensee in den Rhein verlässt. Da der Badsee an der europäischen Hauptwasserscheide liegt, wird das an ihn grenzende Taufach-Fetzachmoos zur Donau entwässert.

## Ökologie
| Jahr                                   | 1987 | 1996 | 2004 |
| Gesamt PO4-Phosphor (µg/l)             | 117  | 85   | 96   |
| Chlorophyll a (µg/l)                   | 18   | 39   | 35   |
| Chlorophyll a – Spitze (µg/l)          | 40   | 92   | 85   |
| Anorganischer Gesamt-Stickstoff (mg/l) | 0,45 | 0,27 | 0,36 |
| Sichttiefe (m)                         | 0,6  | 1,0  | 1,3  |

Mit Hilfe des Aktionsprogramms zur Sanierung Oberschwäbischer Seen werden seit den 1990er Jahren verschiedene Extensivierungsmaßnahmen durchgeführt.

## Schutzgebiete
Der südwestliche Bereich des Sees ist Teil des Naturschutzgebiets Badsee; umgeben ist der gesamte See vom Landschaftsschutzgebiet Badsee.

## Sonstiges
Die Stadt Isny betreibt am Badsee im Sommer ein Naturbad und in den Wintermonaten rund um den See eine etwa fünf Kilometer lange Langlaufloipe. Am Nordufer im Ortsteil Allmisried befindet sich ein Campingplatz.